# Gancourt-Saint-Étienne
Gancourt-Saint-Étienne is een gemeente in het Franse departement Seine-Maritime (regio Normandië) en telt 221 inwoners (2004). De plaats maakt deel uit van het arrondissement Dieppe.

## Geografie
De oppervlakte van Gancourt-Saint-Étienne bedraagt 12,2 km², de bevolkingsdichtheid is 18,1 inwoners per km².
De onderstaande kaart toont de ligging van Gancourt-Saint-Étienne met de belangrijkste infrastructuur en aangrenzende gemeenten.

## Demografie
Onderstaande figuur toont het verloop van het inwonertal (bron: INSEE-tellingen).